# Bulbophyllum praestans
Bulbophyllum praestans là một loài phong lan thuộc chi Bulbophyllum.